# Хэллоуин с новой семейкой Аддамс
«Хэ́ллоуин с но́вой семе́йкой А́ддамс» (англ. Halloween with the New Addams Family) — телевизионный фильм Дэвида Стейнметца, премьера которого состоялась 30 октября 1977 года.

## Сюжет
У Гомеса и Мортиши были ещё двое детей, Уэнсди мл. и Пагсли мл., которые были очень похожи на своих старших брата и сестру. Брат Гомеса — Панчо остаётся с семьёй пока Гомес посещает Лодж митинг в Тумстоне, штат Аризона. Гомес ревнует Мортишу к Панчо, который когда-то за ней ухаживал. Он беспокоится, что Панчо может занять его место в семье как отец и муж, прежде чем он вернётся на следующую ночь. Хэллоуин близок, и Панчо рассказывает детям легенду о застенчивом духе Кузена Шай, который вырезает тыквы и дарит подарки на Хэллоуин. Между тем, трио мошенников шпионит за семьёй с помощью камер, размещённых по всему особняку. Они же и организовали отсутствие Гомеса, чтобы было проще проникнуть в особняк, и отправили туда Майки Гримма, представившимся налоговым инспектором.
Уэнсди возвращается домой из музыкальной академии, а Пагсли — из медицинской школы в Найроби, где он обучался знахарству. Майки паникует и убегает, после того, как наступил на хвост льву Китти Кэту. Мошенники используют актёров, замаскированных под Мортишу и Гомеса Аддамсов. Гомес возвращается домой на вечеринку в честь Хэллоуина. Во время вечеринки мошенники пытаются ограбить дом Аддамсов, но из-за жалоб на шум прибывает полиция, вызванная соседями Аддамсов и мошенники сдаются. Счастливые Аддамсы празднуют Хэллоуин, заканчивая ночь, вместе поют песню, приветствуя кузена Шая и раскрывают подарки.

## Актёры

### Главные роли
- Джон Эстин — Гомес Аддамс
- Кэролин Джонс — Мортиша Аддамс
- Тед Кэссиди — Ларч
- Джеки Куган — Дядя Фестер
- Джейн Роуз — Бабушка
- Феликс Силла — Кузен Итт
- Лиза Лоринг — Уэнздей Аддамс
- Кен Везервакс — Пагсли Аддамс
- Генри Дэрроу — Панчо Аддамс

### Второстепенные роли
- Парли Баэр — Босс Жуликов
- Элвия Оллман — Бабушка Эстер Фрамп
- Кен Маркиз — Пагсли Аддамс мл.
- Вито Скотти — Майки
- Дин Созерн — Ненастоящий Гомес
- Терри Миллер — Ненастоящая Мортиша
- Дэвид Б. Джонс — Геркулес
- Клинтон Бейэрл — Атлас
- Джордж Рвнито Иордан — Первый полицейский
- Сюзанна Крарна — Графиня Дракула

## Производство
Блоссом Рок, которая играла бабушку в телесериале 60-х, была больна во время съёмок (она умерла в январе 1978 года, почти через три месяца после премьеры), в результате чего роль бабушки исполнила актриса Джейн Роуз. Актёры Парли Баер и Вито Скотти, у которых были второстепенные роли в оригинальном сериале, также появились в фильме, но как персонажи, отличные от тех, которых они играли изначально.

## VHS релиз
В 1989 году GoodTimes Home Video выпустила Хэллоуин с новой семейкой Аддамс на VHS.